# Кацалапов Микита Геннадійович
Микита Геннадійович Кацалапов (нар. 10 липня 1991, Москва, Росія) — російський фігурист, що виступає в танцях на льоду, олімпійський чемпіон, чемпіон світу та Європи. Підтримує путінський режим та війну Росії проти України. Проти нього введені персональні санкції Верховною Радою України.

## Спортивні результати
(У парі з Вікторією Сініциною)
| Міжнародні змагання                     | Міжнародні змагання | Міжнародні змагання | Міжнародні змагання | Міжнародні змагання | Міжнародні змагання | Міжнародні змагання | Міжнародні змагання | Міжнародні змагання |
| Змагання                                | 14/15               | 15/16               | 16/17               | 17/18               | 18/19               | 19/20               | 20/21               | 21/22               |
| --------------------------------------- | ------------------- | ------------------- | ------------------- | ------------------- | ------------------- | ------------------- | ------------------- | ------------------- |
| Олімпійські ігри                        |                     |                     |                     |                     |                     |                     |                     | 2                   |
| Олімпійські ігри (команда)              |                     |                     |                     |                     |                     |                     |                     | 1                   |
| Чемпіонат світу                         |                     | 9                   |                     |                     | 2                   | C                   | 1                   |                     |
| Чемпіонат Європи                        |                     | 4                   | 10                  |                     | 4                   | 1                   | C                   | 1                   |
| Фінал Гран-прі                          |                     |                     |                     |                     | 2                   | 6                   | C                   | С                   |
| Етап Гран-прі: Cup of China             |                     |                     | 4                   |                     |                     | 1                   | C                   |                     |
| Етап Гран-прі: NHK Trophy               | 7                   |                     | 5                   | 4                   |                     |                     | C                   | 1                   |
| Етап Гран-прі: Rostelecom               | 4                   | 3                   |                     |                     |                     | 1                   | 1                   | 1                   |
| Етап Гран-прі: Internationaux de France |                     |                     |                     |                     | 2                   |                     | C                   |                     |
| Етап Гран-прі: Skate Canada             |                     |                     |                     |                     | 2                   |                     | C                   |                     |
| Етап Гран-прі: Skate America            |                     | 2                   |                     | 3                   |                     |                     | C                   |                     |
| Ondrej Nepela Trophy                    |                     |                     |                     |                     | 1                   | 1                   |                     |                     |
| Shanghai Trophy                         |                     |                     |                     |                     |                     | 1                   |                     |                     |
| Minsk-Arena Ice Star                    |                     |                     |                     | 3                   |                     |                     |                     |                     |
| Командний чемпіонат світу               |                     |                     |                     |                     | 3                   |                     | 1                   |                     |
| Національні змагання                    |                     |                     |                     |                     |                     |                     |                     |                     |
| Чемпіонат Росії                         | 4                   | 2                   | 3                   | WD                  | 1                   | 1                   | WD                  |                     |

- WD — пара знялася зі змагань.
- C — змагання були скасовані.

(У парі з Оленою Ілліних)
| Міжнародні змагання                | Міжнародні змагання | Міжнародні змагання | Міжнародні змагання | Міжнародні змагання | Міжнародні змагання | Міжнародні змагання |
| Змагання                           | 08–09               | 09–10               | 10–11               | 11–12               | 12–13               | 13–14               |
| ---------------------------------- | ------------------- | ------------------- | ------------------- | ------------------- | ------------------- | ------------------- |
| Олімпійські ігри                   |                     |                     |                     |                     |                     | 3                   |
| Олімпійські ігри (команда)         |                     |                     |                     |                     |                     | 1                   |
| Чемпіонат світу                    |                     |                     | 7                   | 5                   | 9                   | 4                   |
| Чемпіонат Європи                   |                     |                     | 4                   | 3                   | 2                   | 2                   |
| Фінал Гран-прі                     |                     |                     |                     |                     | 6                   |                     |
| Етап Гран-прі: Bompard             |                     |                     |                     | 4                   |                     | 2                   |
| Етап Гран-прі: NHK Trophy          |                     |                     | 4                   | 3                   | 2                   | 4                   |
| Етап Гран-прі: Rostelecom          |                     |                     |                     | 3                   | 2                   |                     |
| Crystal Skate                      |                     |                     |                     |                     | 1                   |                     |
| Міжнародні юніорські змагання      |                     |                     |                     |                     |                     |                     |
| Юніорські чемпіонати світу         |                     | 1                   |                     |                     |                     |                     |
| Фінал юніорського Гран-прі         |                     | 2                   |                     |                     |                     |                     |
| Юніорський етап Гран-прі: Угорщина |                     | 1                   |                     |                     |                     |                     |
| Юніорський етап Гран-прі: Польща   |                     | 1                   |                     |                     |                     |                     |
| Національні змагання               |                     |                     |                     |                     |                     |                     |
| Чемпіонат Росії                    |                     |                     | 3                   | 2                   | 2                   | 2                   |
| Чемпіонат Росії серед юніорів      | 4                   | 2                   |                     |                     |                     |                     |

## Державні нагороди та спортивні звання

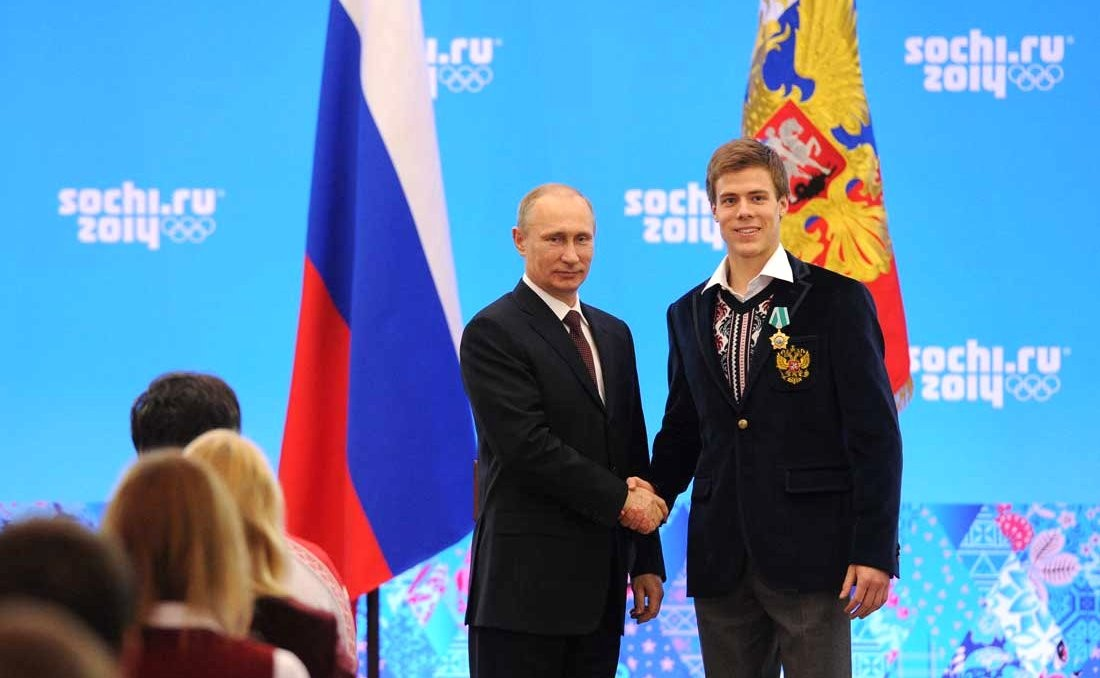
Вручення Ордена Дружби. В. В. Путін і Микита Кацалапов

- Орден Дружби (24 лютого 2014 року) — за великий внесок у розвиток фізичної культури і спорту, високі спортивні досягнення на XXII Олімпійських зимових іграх 2014 року в місті Сочі[3][4].
- Заслужений майстер спорту Росії (10 лютого 2014 року)[5]
- Майстер спорту Росії міжнародного класу (23 травня 2011 року)[6].

## Громадянська позиція
Відвідував зустріч з Путіним та отримував з його рук нагороду, брав участь в пропагандистському путінському концерті на честь восьмої річниці анексії Криму та на підтримку війни в Україні, надягнувши на себе куртку з літерою Z.
Проти нього введені персональні санкції Верховною Радою України. 